# Kochs postulater
Kochs postulater er fire kriterier kreeret til at etablere en årsagssammenhæng mellem en forårsagende mikrobe og en sygdom. Postulaterne blev formuleret af Robert Koch og Friedrich Loeffler i 1884 og yderligere udviklet og publiseret af Koch i 1890. Koch anvendte postulaterne til at etablere etiologien for miltbrand og tuberkulose, men de er blevet generaliseret til andre sygdomme også.

## Postulaterne
Kochs postulater forlyder:
1. Mikroorganismen må nødvendigvis forefindes i rigelige mængder i alle organismer, der lider af sygdommen, men ikke i raske organismer.
2. Mikroorganismen må nødvendigvis isoleres fra den syge organisme og dyrkes i en renkultur.
3. Den kultiverede mikroorganisme bør forårsage sygdom, når den introduceres i en rask organisme.
4. Mikroorganismen må nødvendigvis genisoleres fra den podede, syge testvært og identificeres som værende identisk med den originale specifikke patogen.

Koch opgav dog den anden del af det første postulat samtidig med at han opdagede asymptomatiske bærere af kolera og senere også tyfus. Asymptomatiske bærere er nu kendt som et almindeligt træk for mange infektionssygdomme, specielt virus såsom polio, herpes, HIV og hepatitis C. Som et specifikt eksempel er alle læger og virologer enige om at poliovirus forårsager lammelse i kun få inficerede og succesen af poliovaccinen med at forhindre sygdom støtter den overbevisning at poliovirus er den sygdomsfremkaldende.
Det tredje postulat specificerer "bør" ikke "må nødvendigvis", da Koch selv beviste med hensyn til både tuberkulose og kolera, at ikke alle organismer udsat for den sygdomsfremkaldende vil udvikle infektionen. Mangel på infektion kan skyldes: tilfældighed eller at værtens immunforsvar tilbagedriver den invaderende patogen med succes; erhvervet immunitet, som fra tidligere udsættelse eller vaccination; eller genetisk immunitet, som ved resistens mod malaria som konsekvens af at besidde mindst én allel for seglcelleanæmi.

## Historie
Kochs postulater blev udviklet i det 19. århundrede som generelle retningslinjer til at identificere patogener, der kunne isoleres med tidens teknikker. Selv på Kochs tid blev det anerkendt at nogle infektionsfremkalde agenter klart var ansvarlige for sygdom selvom de ikke opfyldte alle postulaterne. Forsøg på konsekvent at anvende Kochs postulater til diagnosen af virale sygdomme i slutningen af 1800-tallet, på en tid hvor virus ikke kunne ses eller isoleres i kulturer, kan have hæmmet den tidlige udvikling af virologien. Nu er et række infektionsfremkaldende midler accepterede som værende skyld i sygdom, selvom de ikke opfylder alle Kochs postulater. Derfor er opfyldelse af alle fire postulater ikke længere forlangt til at demonstrere kausalitet, selvom Kochs postulater bibeholder deres historiske vigtighed og stadig angiver fremgangsmåden til mikrobiel diagnose.
Kochs postulater har også influeret forskere, der undersøger mikrobiel patogenese fra et molekylært synspunkt. I 1980'erne blev en molekylær version af Kochs postulater udviklet til at guide identifikationen af mikrobielle gener kodende for virulensfaktorer.